# 阿斯图里亚斯传奇
《阿斯图里亚斯傳奇》(Asturias (Leyenda)) 是以撒·阿爾班尼士於1892年創作的鋼琴獨奏曲。調性為g小调，演奏全长约六分钟。 这首曲子的吉他改編版十分著名，为古典吉他的標準曲目。

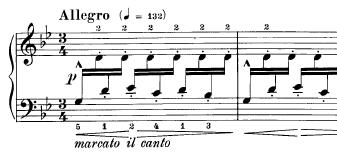
鋼琴譜的開頭。重複的D音是使用持續音的例子。

## 背景
1892年，樂譜商 Juan Bta. Pujol & Co.在巴塞隆納出版了共有三個樂章的《西班牙之歌》，作品232，其中的第一樂章前奏曲就是此曲。
德国出版商霍夫邁斯特在阿爾班尼士去世后，将這首前奏曲命名為“阿斯图里亚斯”。霍夫邁斯特將這首曲子與另外三首作品和原先出版於1882年的《西班牙组曲》四個樂章合併，成為了1911年的西班牙组曲“完整版”，共有八個樂章。不過阿爾班尼士本人从未打算将这部作品收录在这首组曲中。
雖然取名如此，但其風格并不被认为是西班牙北部阿斯图里亚斯地区的民间音乐，而是安达卢西亚地區的佛朗明哥传统曲風。

## 風格與結構
阿爾班尼士的传记作者沃尔特·艾伦·克拉克（Walter Aaron Clark）形容這首曲子是“纯正的安达卢西亚佛朗明哥”。在第一主題中，钢琴試圖模仿吉他的一項技巧：利用右手的拇指和其他手指交替弹奏，用食指在空弦上弹奏持續音，同時用拇指弹奏旋律。 这个主题本身就像是布勒利亞（一种快速的佛朗明哥）的节奏。 表情術語“加重的”/“断奏”暗示著吉他的声音和佛朗明哥舞者的步法。 这首曲子听上去，就像是用弗里吉亞調式所写的典型布勒利亚舞曲。 第二部分使人联想到科普拉歌（一种西班牙的四節韻文）。 克拉克说，這部分是典型的阿爾班尼士風格，因为它“以单音形式呈现，但再加上十五度音，讓声響更為豐富”。這段音樂在独奏和伴奏之间转换，是佛朗明哥的典型特征。 作品裡短小的中间部分以另一种佛朗明哥馬拉圭尼亞的风格写成，並借用了前面科普拉歌的两个动机。 最後，音樂回到第一主题，直到以缓慢“如赞美诗”的段落作結。

## 吉他版本
這首曲子沒辦法直接在吉他演奏。鋼琴原版所使用的音域遠廣於吉他的琴弦，而且調性並不适合吉他。
许多人把第一次的吉他改編歸功於法蘭西斯科·泰雷加，他把此曲改編為 e 小調，也是後來最廣為人知的調性。 但根据吉他手兼吉他学者斯坦利·耶茨的说法，这首曲子的第一次吉他改编很可能是由塞维利诺·加西亚·福尔蒂亚 (Severino García Fortea) 完成的，尽管安德烈斯·塞戈维亚的改编最著名也最有影响力。

## 外部連結
- 约翰·威廉斯的演奏 （页面存档备份，存于）